# Costituzione di Barbados
La Costituzione di Barbados è la legge fondamentale dello stato caraibico delle Barbados.
È stata più volte modificata la costituzione barbadiana nel corso della storia, la prima volta nel 1974 e poi a seguire nel 1978, 1990, 1992, 1995, 2002, 2003 e 2021. L'ultima modifica, avvenuta nel 2021, ha modificato, con vari emendamenti, l’assetto istituzionale dello Stato da monarchia a repubblica.